# Leif Jenssen
Pour les articles homonymes, voir Jenssen.
Leif Jenssen (né le 19 mars 1948 à Fredrikstad) est un haltérophile norvégien.

## Palmarès

### Jeux olympiques
- Munich 1972
  -  Médaille d'or en moins de 82,5 kg.

### Championnats du monde
- Championnats du monde d'haltérophilie 1970
  -  Médaille d'argent.
- Championnats du monde d'haltérophilie 1971
  -  Médaille d'argent.
- Championnats du monde d'haltérophilie 1974
  -  Médaille d'argent.

### Championnats d'Europe
- Championnats d'Europe d'haltérophilie 1972
  -  Médaille d'argent[1].